# Kastanjebröstad kolibri
Kastanjebröstad kolibri (Boissonneaua matthewsii) är en fågel i familjen kolibrier.

## Kännetecken
Kastanjebröstad kolibri känns igen på just kastanjebrunt på bröst och buk. Vidare är den grön på ovansida och huvud. Näbben är relativt kort. Könen är lika. När flygande fågel har landat håller vingarna resta ett ögonblick. 

## Utbredning och systematik
Fågeln förekommer i Anderna, från allra sydöstligaste Colombia till Ecuador och östra Peru. Den behandlas som monotypisk, det vill säga att den inte delas in i några underarter.

## Levnadssätt
Kastanjebröstad kolibri hittas i molnskogar i Anderna. Där ses den ofta vakta ett stånd med blommor eller en kolibrimatare och aggressivt jaga bort andra kolibrier.

## Status och hot
Arten har ett stort utbredningsområde, men tros minska i antal, dock inte tillräckligt kraftigt för att den ska betraktas som hotad. Internationella naturvårdsunionen IUCN listar arten som livskraftig (LC).

## Namn
Fågelns vetenskapliga släktesnamn hedrar Auguste Boissonneau (1802-1883), fransk ornitolog och handlare i vetenskapliga specimen.

## Bilder

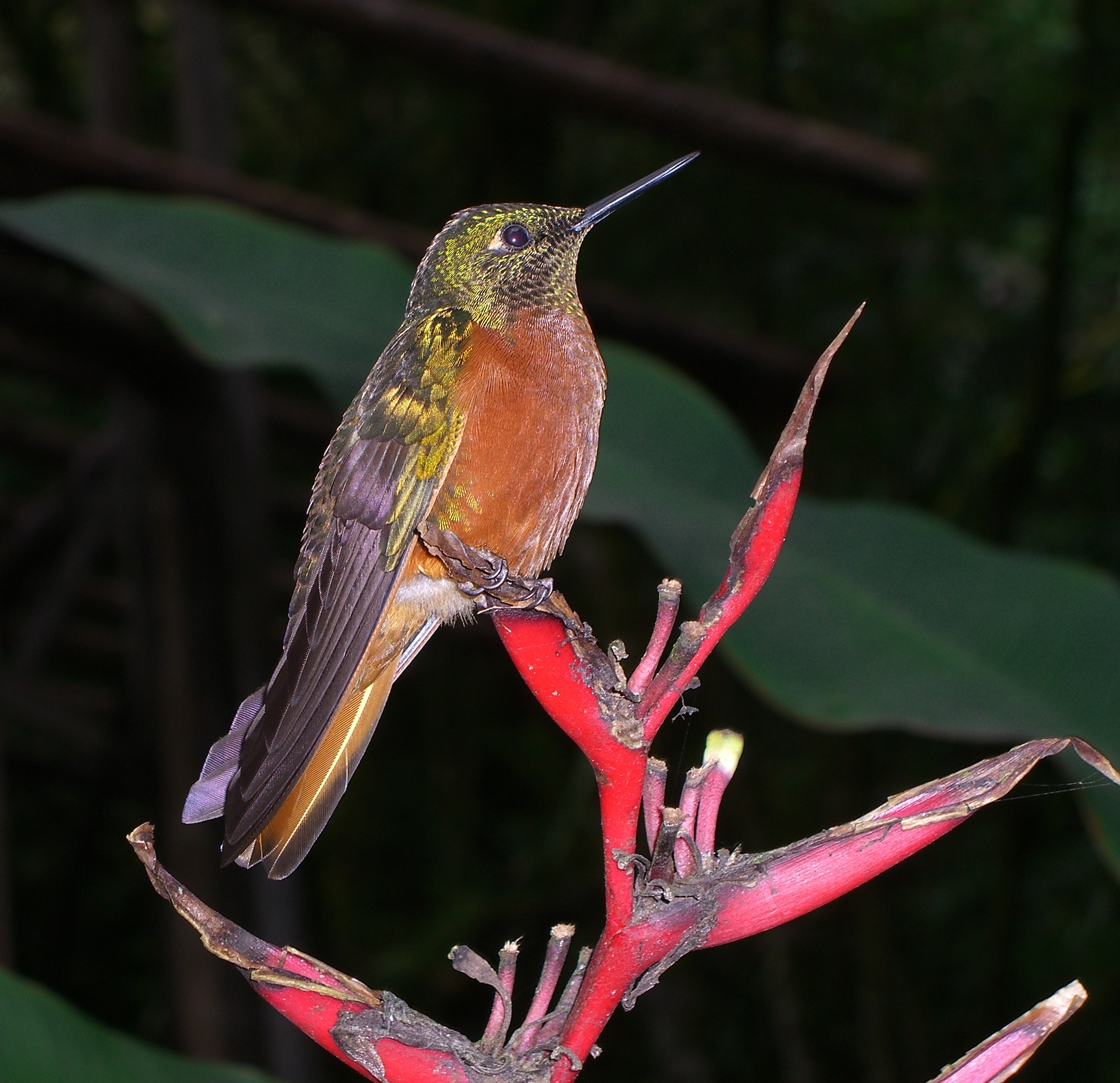
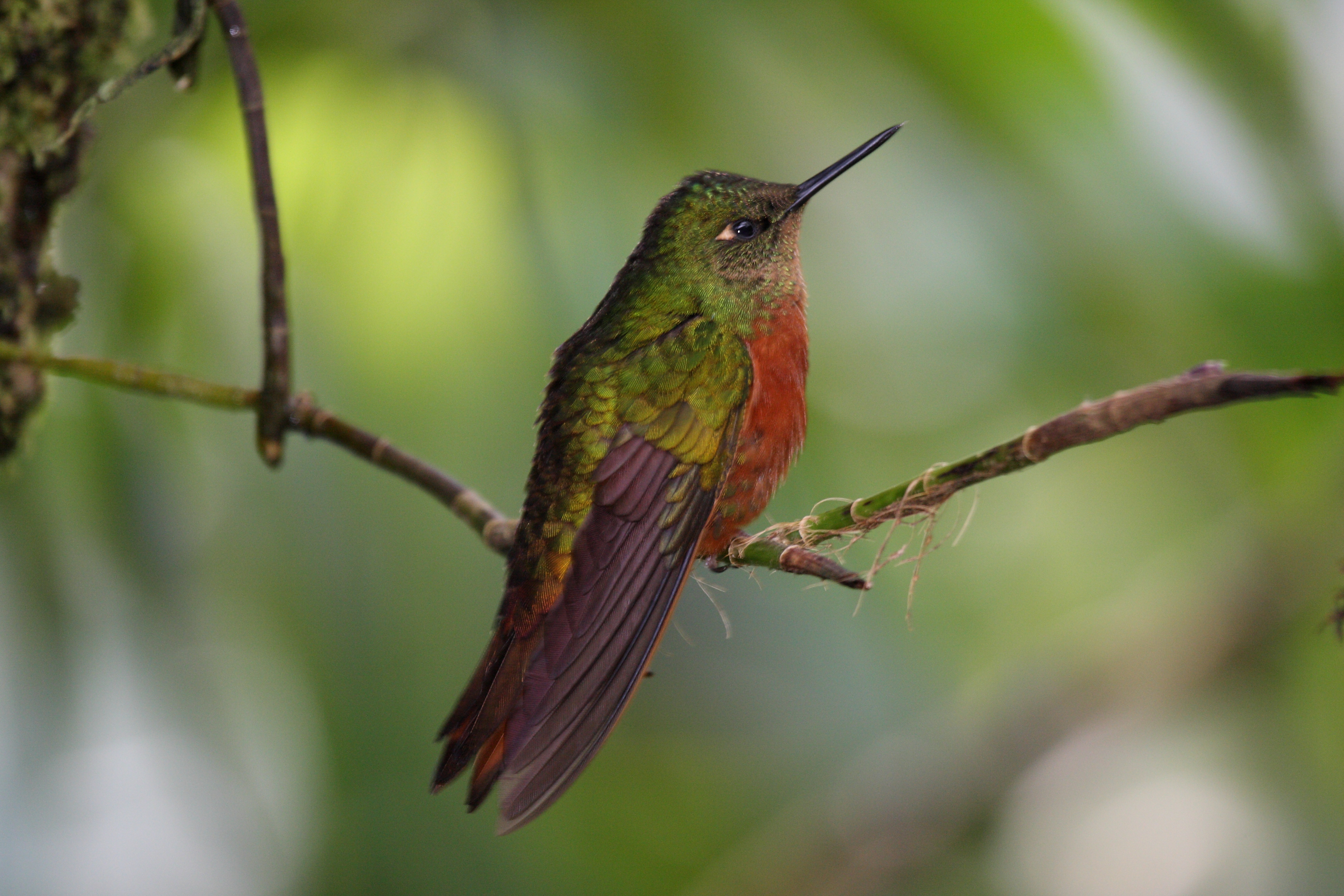
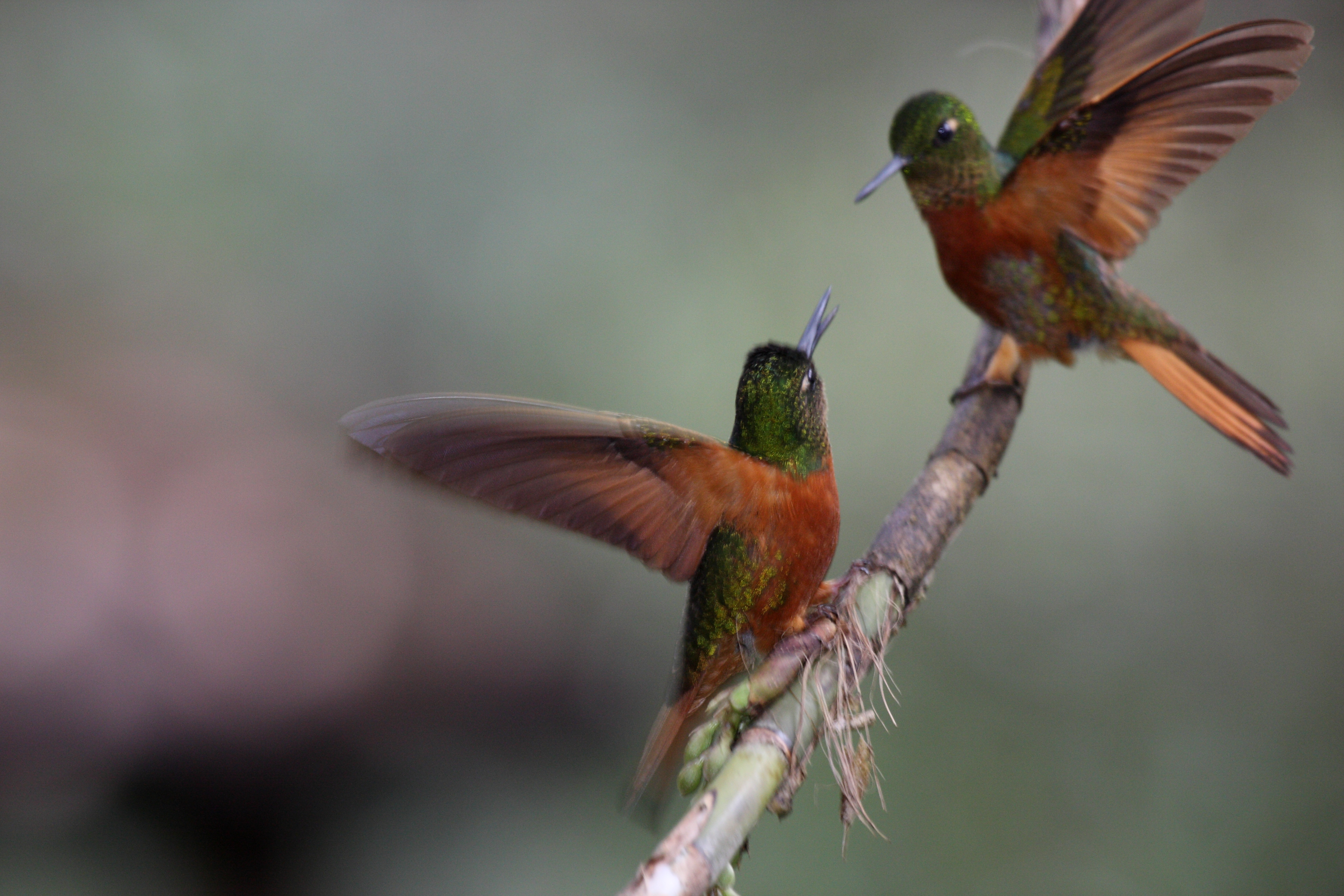